# رنج‌های ورتر جوان
رنج‌های ورتر جوان (به آلمانی: Die Leiden des jungen Werthers) نام رمانی است نوشتهٔ یوهان ولفگانگ گوته که آن را در سال ۱۷۷۴ و در سن ۲۵ سالگی منتشر کرد. این کتاب در اوایل انتشار به دلیل توجیه مسئله خودکشی مخالفت گسترده روحانیون را در پی داشت و در نتیجه فروش آن ممنوع اعلام شد اما هیاهوی ناشی از این ممنوعیت به فروش بیشتر اثر کمک کرد و طولی نکشید که به چندین زبان گوناگون ترجمه شد. این کتاب شهرت فراوانی برای گوته به همراه داشت و آوازه او را به سراسر اروپا رساند. ناپلئون در دیداری خصوصی خود به گوته اقرار کرد که ورتر را شش یا هفت مرتبه مطالعه کرده است.
این اثر چندین بار به فارسی ترجمه شده است.